# شیربچه پیر
شیر بچه پیر، روستایی از توابع بخش مرکزی شهرستان رضوان‌شهر در استان گیلان ایران است. باشندگان این روستا تالش هستند. با استناد به شواهد و گفتهٔ اهالی روستا، ریشه نام این منطقه برگرفته از مرد قوی هیکل و کهن سالی بوده که در این روستا زیست می‌کرده و ارتباط خوبی با حیوانات داشته.

## جمعیت
این روستا در دهستان خوشابر قرار دارد و براساس سرشماری مرکز آمار ایران در سال ۱۳۸۵، جمعیت آن ۷۵ نفر (۱۹خانوار) بوده‌است.